# Pariah's Child
Pariah's Child é o oitavo álbum da banda finlandesa de power metal Sonata Arctica, lançado em 28 de março de 2014 pela Nuclear Blast. É o primeiro lançamento da banda com o novo baixista Pasi Kauppinen, que substituiu Marko Paasikoski.

## Contexto e gravação
Em uma entrevista de junho de 2013 sobre a outra banda do tecladista Henrik Klingenberg, Silent Voices, ele mencionou que o Sonata Arctica iria começar a gravar o oitavo disco da banda em setembro daquele ano. Sobre o estilo do disco e o andamento da preparação, o músico afirmou que "o esqueleto do álbum, nós já temos os demos... nós queremos nos focar em fazer canções que funcionam ao vivo."
Durante ensaios, Henrik comentou em seu blog que as canções que eles estavam ensaiando estavam apontando para o som antigo do Sonata Arctica, e que eles tentariam gravar uma faixa de dez minutos. Ele também mencionou que, diferentemente dos álbuns recentes deles, eles gravariam tudo no mesmo local, como uma banda.
Em 9 de janeiro de 2014, a banda anunciou em seu site oficial que o álbum seria chamado Pariah's Child e seria lançado em 28 de março de 2014.
Em 12 de fevereiro, foi lançado o vídeo de "The Wolves Die Young" pela Radio Rock.

## Composição e letras
O vocalista Tony Kakko descreveu o álbum como "o álbum que deveria ter sido feito após o Reckoning Night além do Unia." Ele também comentou:
| “ | Eu acho que isso meio que começou com o fato de que nosso primeiro álbum foi lançado 15 anos atrás e nós agora teremos uma turnê de aniversário. Nós vamos ensaiar nossas velhas músicas para a turnê e isto talvez nos motivou a fazer canções mais rápidas agora. Nós também começamos a pensar no que somos e no que gostaríamos de ser. O que é o Sonata Arctica? A primeira coisa que as pessoas pensam sobre nossa banda é que ela é power metal. Nossa banda viveu e sobrevivei sua puberdade e ano de obstinação e agora nós podemos gradualmente voltar ao estágio anterior. | ” |

O álbum marca o retorno de músicas sobre lobos, que não constaram no disco anterior, Stones Grow Her Name. Segundo Tony, "o lobo é mais uma vez uma metáfora, por exemplo, para o medo de como se processa isto em sua vida. O medo força as pessoas a fazerem coisas. Ou então negar o fato de que você teme alguma coisa."
Ele também comentou sobre a capa do álbum quando do anúncio do lançamento:
| “ | Como a música no álbum pende mais para o "velho" Sonata, significando mais elementos do estilo power metal e lobos em várias canções de uma forma ou de outra, estava claro que nós precisamos de um lobo na capa; Um lobo abandonado. Um pária. Ou filho do pária [Pariah's Child], na verdade. A nova geração para trazer o antigo logo de volta. | ” |

A faixa de abertura e primeiro single, "The Wolves Die Young", foi descrita por Henrik como uma típica música do Sonata Artica. Foi uma das primeiras músicas a ser escrita para o disco. Recebeu um vídeo filmado na Suécia e na Finlândia. A banda foi filmada tocando em Lahti ao longo de dois ou três dias enquanto que o produtor Patric Ullaeus cuidou o resto das imagens na Suécia.
"Running Lights" era para ser uma faixa bônus japonesa, mas o resultado final de sua produção agradou tanto a banda que ela decidiu incluí-la na edição regular. Tommy Portimo descreveu seus trabalhos na bateria desta faixa como uma homenagem a Jörg Michael. Tony afirma ter escrito a letra da faixa numa viagem de trem para o estúdio no dia seguinte ao da morte de Lou Reed, e a faixa de certa maneira serve de tributo ao músico.
Henrik considera "Take One Breath" como a faixa mais progressiva do álbum, com um trabalho ao piano que exigiu mais esforços dele do que o normal. O guitarrista Elias Viljanen diz que a canção pende para o som mais recente do Sonata Arctica. Tony a descreveu como uma das mais pesadas do disco, e as letras falam de transumanismo e humanismo na França. Tony originalmente a escreveu para um possível lançamento solo.
O segundo single, "Cloud Factory", foi escrito muito antes das outras faixas, na época dos ensaios para o Stones Grow Her Name. Henrik considerou a sua melodia "irritante" e disse que isso fez dela uma boa escolha como segundo single, para que a melodia "irrite" mais pessoas. Tony explicou as letras em uma entrevista:
| “ | Eu sabia que a canção seria sobre filhos ficando presos naquela mesma cidadezinha e fábrica onde seus pais e avós ficaram presos também porque é um lugar seguro e, de certa forma, feliz para ficar. A fábrica oferece a eles os meios de subsistência e alguma forma de felicidade mas eles estão presos lá de qualquer forma e são escravos da cidade. Eles nunca veem o mundo e procuram por sua verdadeira felicidade em lugar nenhum exceto naquela minúscula vila ou naquela fábrica aonde todos vão e aonde os filhos deles irão também. | ” |

"Blood" é outra das mais pesadas, e uma das últimas a ser preparada. A introdução aos teclados foi feita por Tony. Pasi e Elias consideram-na uma de suas favoritas no disco, e as letras tratam do medo.
Henrik descreveu a letra de "What Did You Do in the War, Dad?" como as mais tristes que ele já ouviu de Tony. Após Tony terminar de escrever a letra, ele enviou uma mensagem a Tommy dizendo que havia escrito a melhor canção do álbum. Tony também afirmou que a canção o fez chorar algumas vezes e que ela é "algo novo para o Sonata Arctica, em termos de letras, pelo menos."
"Half a Marathon Man" "definitivamente não é uma canção séria", segundo Henrik. É uma canção de rock "simples, fácil e divertida", e uma das últimas a ser ensaiada para o álbum. Foi tocada apenas duas vezes pela banda antes da gravação, apenas 24 horas após ser escrita, o ritmo mais veloz da banda até então. Tony a escreveu ao longo de duas ou três horas em uma manhã e a mostrou para seus colegas de banda naquela noite numa festa na sauna em sua casa. Os sons de passos ouvidos na faixa são Tony fazendo caminhada.
"X Marks the Spot" é uma canção cômica. Henrik a considera próxima de "Cinderblox", do Stone Grows Her Name em termos de feeling e atitude. Ele também disse que a faixa tem alguns vocais convidados, mas não especificou de quem. Tony a considerou a mais difícil de ser escrita para o álbum, e também disse que ele levou um bom tempo para deixá-la do jeito que queria. Sobre as letras, ele explicou:
| “ | É sobre com o que você quer preencher o vazio. Eu decidi jogar umas pedras naquelas pessoas que cegamente entregam suas vidas à religião ou outras organizações estranhas como cultos. Elas realmente entregam sua liberdade de pensamento e vão na direção errada. Eu tive um amigo uma vez que era dese jeito. Isso me irritou, é uma perda de bons humanos. É lamentável. | ” |

O terceiro single e segundo vídeo "Love" é uma balada curta. Tommy usou duas baterias diferentes nesta faixa, enquanto que Pasi tocou um baixo fretless. A canção lembrou Elias de "Tallulah", do Silence. Sobre as letras, Tony disse que as pessoas sempre dizem que ele não escreve histórias felizes de amor, então ele decidiu escrever esta história sobre dois parceiros que se encontram na juventude e ficam juntos por toda a vida. A canção é um dos 60 trabalhos que Tony criou ao longo dos anos e que compõem uma "reserva" para futuros lançamentos.

### "Larger Than Life"
Encerrando o álbum e com quase dez minutos, "Larger Than Life" é a terceira faixa mais longa da banda (atrás de "White Pearl, Black Oceans - Part II, By the Grace of the Ocean", do The Ninth Hour; e "The Power of One", do Silence). A canção tem orquestrações, incluindo uma harpa. Henrik a considera a maior coisa que a banda já fez desde "White Pearl, Black Oceans...", do Reckoning Night. Tommy disse que ela a considerava, no momento da entrevista, sua "canção favorita de todos os tempos". Segundo Elias, a canção tem momentos tristes e alegres, como a própria vida. Tony criou a canção após brincar com alguns sons orquestrais, juntando diferentes pedaços de música.
A letra conta a história de um ator de jovem idade  que ganha um papel que o torna muito famoso, e a vida eventualmente o dá tudo que um artista poderia querer. Contudo, ele não criou uma vida para si mesmo, então ele decide dar o papel a outra pessoa e começar uma nova vida. Em outra entrevista, Tony deu uma versão diferente do final da história, afirmando que o personagem estava frustrado por não ter ninguém com quem dividir suas conquistas e que um dia decide procurar por alguém, o que ele eventualmente consegue.

## Faixas
Todas as faixas escritas e compostas por Tony Kakko. 
| N.º            | Título                             | Duração |  |
| 1.             | "The Wolves Die Young"             | 4:13    |  |
| 2.             | "Running Lights"                   | 4:26    |  |
| 3.             | "Take One Breath"                  | 4:19    |  |
| 4.             | "Cloud Factory"                    | 4:17    |  |
| 5.             | "Blood"                            | 5:54    |  |
| 6.             | "What Did You Do in the War, Dad?" | 5:13    |  |
| 7.             | "Half a Marathon Man"              | 5:43    |  |
| 8.             | "X Marks the Spot"                 | 5:20    |  |
| 9.             | "Love"                             | 3:50    |  |
| 10.            | "Larger Than Life"                 | 9:57    |  |
| Duração total: | Duração total:                     | 53:12   |  |

## Personnel
- Tony Kakko – vocais, teclados adicionais
- Elias Viljanen – guitarras
- Pasi Kauppinen – baixo, mixagem
- Henrik Klingenberg – teclados
- Tommy Portimo – bateria